# Botifarra traïdora
La botifarra traïdora, corada o llangoïssa traidura és un embotit tradicional de les comarques pirinenques de l'Alta Ribagorça, Alt Urgell, Pallars Jussà, Pallars Sobirà i la Vall d'Aran. És considerat un dels embotits més populars de les comarques pirinenques. Se solia menjar els dies posteriors a la matança del porc. Té un color més fosc que altres botifarres crues, i s'elabora amb retalls, ronyons, carns del cap i en algunes ocasions, freixures, que s'emboteixen en un budell prim. Es pot preparar a la brasa o a la paella, o com a complement de brous i escudelles.

## Característiques
Es tracta d'un embotit que pertany a la categoria de les botifarres crues i és apreciada per al consum immediat, ja que és molt greixosa i es fa rància ràpidament.
La botifarra traïdora es presenta en enfilades, amb un calibre que pot variar entre 24 i 45 cm. cada porció. És d'un color vermell-marronós, més fosc que la resta de botifarres crues.
Per la seva elaboració, es trien les carns: retalls, ronyons, i carns de cap del porc. Excepcionalment s'afegeixen freixures. Es trossegen les carns i els greixos, es piquen i es pasten. Després es salpebren i s'emboteixen dins d'un budell prim de porc. Un cop embotida la pasta es lliga, que en aquest cas és de forma manual.
Actualment, la comercialització d'aquesta botifarra únicament es pot trobar en algunes cansaladeries de les comarques on s'elabora. De la mateixa manera que la botifarra crua, es pot menjar a la brasa o a la paella. També és freqüent fer-la servir com a complement de brous i escudelles.